# Aspidimorpha confinis
Aspidimorpha confinis es un coleóptero de la familia Chrysomelidae.
Fue descrita científicamente por primera vez en 1835 por Klug.